# باتريكي بيتبول
باتريكي فريري (بالبرتغالية: Patricky Freire؛ مواليد 21 يناير 1986) معروف باحتراف باسم الحلبة باتريكي بيتبول، هو مُقاتل فنون قتالية مختلطة برازيلي يُنافس حاليًا في بيلاتور لفئة الوزن الخفيف، حيث كان بطلًا سابقًا في بيلاتور للوزن الخفيف.

## مسيرته في فنون القتال المختلطة

### بيلاتور بطل العالم للوزن الخفيف
أعاد فريري نزال بيتر كويلي في بيلاتور 270 في 5 نوفمبر 2021. في 6 أكتوبر 2021، أعلن شقيق باتريكي الأصغر وبطل بيلاتور للوزن الخفيف باتريسيو بيتبول أنه تخلى عن اللقب وأن مباراة العودة ضد كويلي ستكون على لقب بيلاتور للوزن الخفيف. فاز فريري بالنزال بالضربة القاضية الفنية في الجولة الثانية ليصبح بطل العالم بيلاتور للوزن الخفيف.
كان من المقرر أن يقوم فريري بأول دفاع عن لقب بيلاتور للوزن الخفيف ضد سيدني أوت لاو في 22 يوليو 2022 في بيلاتور 283. في 4 يوليو، أُعلن أن باتريكي قد استبدل الإصابة وأن النزال سيُلغى.
ثم قدم فريري دفاعه الأول ضد عثمان نورمحمدوف في 18 نوفمبر 2022 في بيلاتور 288. خسر القتال والحزام بقرار جماعي بعد قتال من جانب واحد.

## سجل فنون القتال المختلطة
| السجل المهني |        |          |
| 35 نزال      | 24 فوز | 11 خسارة |
| ضربة قاضية   | 16     | 3        |
| إخضاع        | 1      | 1        |
| قرار القضاة  | 7      | 7        |

## وصلات خارجية
- باتريكي بيتبول على موقع بيلاتور (الإنجليزية)
- باتريكي بيتبول على موقع شيردوغ (الإنجليزية)
- باتريكي بيتبول على موقع Tapology.com (الإنجليزية)